# Karabin maszynowy Typ 95
Typ 95 (QBB-95) – chiński ręczny karabin maszynowy w układzie bullpup. Wchodzi w skład systemu broni QBZ-95.

## Historia
W latach siedemdziesiątych XX wieku w Chinach Ludowych rozpoczęto prace nad nowym małokalibrowym nabojem pośrednim. Wraz z nowym nabojem planowano wprowadzić nowy ręczny karabin maszynowy.
W 1984 roku nabój 5,8 × 42 mm był gotowy do produkcji. W tym samym czasie trwały już prace nad nowym karabinem w układzie bullpup. Z układem tym Chińczycy eksperymentowali już wcześniej (karabin Typ 86), ale dopiero wraz z wprowadzeniem nowej amunicji postanowiono, że nowy standardowy karabin armii chińskiej będzie zbudowany w tym układzie. Nowy erkaem miał być pochodną karabinu szturmowego Typ 95 i razem z nim tworzyć system uzbrojenia drużyny piechoty QBZ-95. Karabin maszynowy Typ 95 po raz pierwszy publicznie zaprezentowano w 1997 roku.
Wprowadzenie do uzbrojenia karabinu Typ 03 sprawiło, że przyszłość karabinu maszynowego Typ 95 jest zagrożona. Jest bardzo prawdopodobne że podobnie jak karabin Typ 95 zostanie uzbrojeniem jednostek powietrznodesantowych i piechoty morskiej. Pozostałe formacje otrzymają prawdopodobnie ręczne karabiny maszynowe będące pochodną karabinu Typ 03 lub ukaemy Typ 88

## Opis konstrukcji
Karabin maszynowy Typ 95 jest zespołową bronią samoczynno-samopowtarzalną. Zasada jego działania oparta jest na wykorzystaniu energii gazów prochowych odprowadzanych przez boczny otwór lufy (układ z krótkim ruchem tłoka gazowego). Ryglowanie przez obrót zamka (trzy rygle). Rękojeść przeładowania umieszczona na szczycie komory zamkowej. Mechanizm spustowy umożliwia strzelanie ogniem pojedynczym, seriami trójstrzałowymi i ogniem ciągłym. Przełącznik rodzaju ognia (pełniący także rolę bezpiecznika) ma w postaci skrzydełka przy stopce kolby. Zasilanie z dwurzędowych magazynków bębnowych o pojemności 75 naboi (możliwość użycia magazynków łukowych do karabinu szturmowego Typ 95 o pojemności 30 naboi). Mechaniczne przyrządy celownicze składają się z celownika umieszczonego w tylnej części chwytu transportowego i muszki na podstawie znajdującej się na przedniej części chwytu. Szczyt chwytu transportowego tworzy podstawę do mocowania celownika optycznego.